# Saně na Zimních olympijských hrách 1980
Sáňkařské soutěže na Zimních olympijských hrách 1980 v Lake Placid probíhaly od 13. do 16. února 1980. Celkem se jich zúčastnilo 80 sáňkařů (54 mužů a 26 žen) ze 14 zemí.

## Medailové pořadí zemí
| Pořadí | Země                                 | Zlato | Stříbro | Bronz | Celkově |
| ------ | ------------------------------------ | ----- | ------- | ----- | ------- |
| 1.     | Německá demokratická republika (GDR) | 2     | 1       | 0     | 3       |
| 2.     | Sovětský svaz (URS)                  | 1     | 0       | 1     | 2       |
| 3.     | Itálie (ITA)                         | 0     | 2       | 0     | 2       |
| 4.     | Západní Německo (FRG)                | 0     | 0       | 1     | 1       |
| 5.     | Rakousko (AUT)                       | 0     | 0       | 1     | 1       |
|        | Celkem                               | 3     | 3       | 3     | 9       |

## Medailisté

### Muži
| Disciplína  | Zlato                                                           | Výkon    | Stříbro                                        | Výkon    | Bronz                                            | Výkon    |
| ----------- | --------------------------------------------------------------- | -------- | ---------------------------------------------- | -------- | ------------------------------------------------ | -------- |
| jednotlivci | Bernhard Glass · Německá demokratická republika (GDR)           | 2:54,796 | Paul Hildgartner · Itálie (ITA)                | 2:55,372 | Anton Winkler · Západní Německo (FRG)            | 2:56,545 |
| dvojice     | Hans Rinn a Norbert Hahn · Německá demokratická republika (GDR) | 1:19,331 | Peter Gschnitzer a Karl Brunner · Itálie (ITA) | 1:19,606 | Georg Fluckinger a Karl Schrott · Rakousko (AUT) | 1:19,795 |

### Ženy
| Disciplína    | Zlato                                | Výkon    | Stříbro                                                    | Výkon    | Bronz                                    | Výkon    |
| ------------- | ------------------------------------ | -------- | ---------------------------------------------------------- | -------- | ---------------------------------------- | -------- |
| jednotlivkyně | Věra Zozuljová · Sovětský svaz (URS) | 2:36,537 | Melitta Sollmannová · Německá demokratická republika (GDR) | 2:37,657 | Ingrida Amantovová · Sovětský svaz (URS) | 2:37,817 |